# Tajlandia na Mistrzostwach Świata w Lekkoatletyce 2011
Tajlandia na Mistrzostwach Świata w Lekkoatletyce 2011 była reprezentowana przez 6 zawodników.

## Wyniki reprezentantów Tajlandii

### Mężczyźni

#### Konkurencje biegowe
| Konkurencja | Zawodnik                                                                      | Eliminacje | Eliminacje | Półfinał | Półfinał | Finał    | Finał   |
| Konkurencja | Zawodnik                                                                      | Rezultat   | Pozycja    | Rezultat | Pozycja  | Rezultat | Pozycja |
| ----------- | ----------------------------------------------------------------------------- | ---------- | ---------- | -------- | -------- | -------- | ------- |
| 4x100 m     | Weerawat Pharueang Suppachai Chimdee Sompote Suwannarangsri Jirapong Meenapra | 39.54 (SB) | 19.        |          |          |          |         |

### Kobiety

#### Konkurencje techniczne
| Konkurencja | Zawodnik        | Eliminacje | Eliminacje | Finał    | Finał   |
| Konkurencja | Zawodnik        | Rezultat   | Pozycja    | Rezultat | Pozycja |
| ----------- | --------------- | ---------- | ---------- | -------- | ------- |
| skok wzwyż  | Wanida Boonwan  | 1.85 m     | 22.        |          |         |
| siedmiobój  | Wassana Winatho |            |            | DNF      | DNF     |